# Екимовы
Первый из них одного происхождения с Бибиковыми. Родоначальник их, татарский мурза Жидомир (Жидимир), выехал в Тверь в начале XIV века. Потомок его, Еким Тимофеевич, был родоначальником Екимовых. Опричником Ивана Грозного (1573) числился Иван Екимов.
Этот род Екимовых внесён в VI и II части дворянской родословной книги Новгородской губернии.
Другой род Екимовых происходит от Ивана Мурзина сына Екимова, пожалованного поместьями в 1590 году, и внесён в VI часть родословной книги Рязанской губернии. В ту же часть родословной книги по Рязанской же губернии внесён ещё один род Екимовых, происходящий от Владимира Екимова (ум. до 1684). Связь между этими двумя родами не прослеживается.
Остальные восемь родов Екимовых — позднейшего происхождения. В том числе — потомство Козьмы Екимова, из однодворцев г. Землянска Воронежской губ., лейб-компании гренадера, с 24.11.1754 г. — вице-капрала, возведённого в потомственное дворянское достоинство Российской Империи 31.12.1741 г.

## Описание герба
Щит разделен перпендикулярно на две части, из них в правой части, в чёрном поле, между тремя серебряными пятиугольными звездами, изображено золотое стропило с означенными на оном тремя горящими гранатами натурального цвета. В левой части, разрезанной диагонально на два поля, золотое и красное, видны городовые зубцы. На сих же полях означены две зажженные гранаты, переменных с полями цветов.
Щит увенчан обыкновенным дворянским шлемом, на котором наложена Лейб-Компании гренадерская шапка со страусовыми перьями красного и белого цветов, а по сторонам оной шапки видны два черных орлиных крыла, и на них по три серебряные звезды. Намет на щите красного и чёрного цветов, подложенный золотом. Герб Екимова внесен в Часть 3 Общего гербовника дворянских родов Всероссийской империи, стр. 138.